# Saison 1973-1974 du MC Alger
 (septembre 2022).
Si vous disposez d'ouvrages ou d'articles de référence ou si vous connaissez des sites web de qualité traitant du thème abordé ici, merci de compléter l'article en donnant les références utiles à sa vérifiabilité et en les liant à la section « Notes et références ».
 (septembre 2022).
- Si vous ne connaissez pas le sujet, laissez ce bandeau (vous pouvez alors contacter les auteurs).
- Si vous supprimez le contenu mis en cause (vous pouvez préalablement contacter les auteurs),

argumentez précisément cette suppression dans la page de discussion
(un manque de référence n'est pas un argument ; une recherche réelle de référence doit avoir été effectuée, être formellement documentée).
Cet article traite la saison 1973-1974 du Mouloudia d'Alger. Les matchs se déroulent essentiellement en championnat d'Algérie de football 1973-1974, mais aussi en coupe d'Algérie de football 1973-1974 et en supercoupe d'Algérie 1973.

## Champion du Maghreb
Le Mouloudia d'Alger à l'orée de la saison 1973/1974 était engagé dans une autre compétition régionale en qualité de champion d'Algérie en titre. La coupe maghrébinedes clubs champions a élu domicile à Tunis et a vu la participation de quatre équipes, le FUS de Rabat et le Mohamedia du Maroc, l'équipe tunisienne de l'Espérance sportive de Tunis et le représentant algérien, le MC Alger.
Pour sa seconde participation à une compétition de cette envergure, les coéquipiers d'Omar Betrouni, s'offrent un autre sacre, plus difficile celui-là, il est vrai face à une opposition de qualité en terre tunisienne. En demi-finale le Mouloudia élimina les marocains de SCC Mohamedia en prenant ainsi une revanche sur cette même équipe qui les avait éliminer lors de l'édition passé. La finale du tournoi opposa les vert et rouge aux Marocains du FUS Rabat. Le Mouloudia, grâce à un éclair de son jeune jocker de luxe, le jeune Ali Bencheikh (19 ans) mena rapidement à la marque avant de se faire rejoindre par l'adversaire du jour. Comme le score en resta là jusqu'au terme final de la rencontre, on procéda alors aux tirs au but pour départager les deux antagonistes. Le MCA était plus adroit que son adversaire qui buta sur un grand Ait Mouhoub, héros de la finale. Score final 1-1 et 4 tirs au but à 2 pour le MCA.

## Championnat

### Résultats
| Division 1 Journée 1 | MC Alger | 4-1 | MC Oran | Stade du 5 juillet 1962 |
|                      |          |     |         | Arbitrage : Benghezal   |

| Division 1 Journée 2 | USM Setif | 1-1 | MC Alger | Stade Mohamed Guessab |
|                      |           |     |          | Arbitrage : Lakhal    |

| Division 1 Journée 3 | MC Alger | 2-0 | WA Tlemcen | Stade du 5 juillet 1962 |
|                      |          |     |            | Arbitrage : Khellassi   |

| Division 1 Journée 4 | CR Belcourt | 2-1 | MC Alger | Stade du 5 juillet 1962  |
|                      |             |     |          | Arbitrage : Benguergoura |

| Division 1 Journée 5 | MC Alger | 1-0 | USM Bel-Abbès | Stade du 5 juillet 1962 |
|                      |          |     |               | Arbitrage : Benseddik   |

| Division 1 Journée 6 | RC Kouba | 3-0 | MC Alger | Stade du 5 juillet 1962 |
|                      |          |     |          | Arbitrage : Osmane      |

| Division 1 Journée 7 | MC Alger | 1-0 | WA Boufarik | Stade du 5 juillet 1962 |
|                      |          |     |             | Arbitrage : Lakhal      |

| Division 1 Journée 8 | JS Kabylie | 2-1 | MC Alger | Stade Oukil Ramdane |
|                      |            |     |          | Arbitrage : Kaid    |

| Division 1 Journée 9 | MC Alger | 1-1 | JSM Tiaret | Stade du 5 juillet 1962 |
|                      |          |     |            | Arbitrage : Chihani     |

| Division 1 Journée 10 | ES Setif | 2-1 | MC Alger | Stade Mohamed Guessab |
|                       |          |     |          | Arbitrage : Rahal     |

| Division 1 Journée 11 | MC Alger | 3-1 | HAMR Annaba | Stade du 5 juillet 1962 |
|                       |          |     |             | Arbitrage : Benattia    |

| Division 1 Journée 12 | USM Blida | 0-0 | MC Alger | Stade Brakni          |
|                       |           |     |          | Arbitrage : Benghezal |

| Division 1 Journée 13 | MC Alger | 2-1 | NA Hussein Dey | Stade du 5 juillet 1962 |
|                       |          |     |                | Arbitrage : Khellassi   |

| Division 1 Journée 14 | ASM Oran | 2-1 | MC Alger | Stade Bouakeul        |
|                       |          |     |          | Arbitrage : Khellassi |

| Division 1 Journée 15 | MC Alger | 3-1 | MO Constantine | Stade du 5 juillet 1962 |
|                       |          |     |                | Arbitrage : Kaid        |

| Division 1 Journée 16 | MC Oran | 1-1 | MC Alger | Stade Bouakeul        |
|                       |         |     |          | Arbitrage : Benghezal |

| Division 1 Journée 17 | MC Alger | 4-1 | USM Setif | Stade du 5 juillet 1962 |
|                       |          |     |           | Arbitrage : Mokhfi      |

| Division 1 Journée 18 | WA Tlemcen | 1-0 | MC Alger | Stade des Frères Zarga |
|                       |            |     |          | Arbitrage : Benghessan |

| Division 1 Journée 19 | MC Alger | 2-2 | CR Belcourt | Stade du 5 juillet 1962 |
|                       |          |     |             | Arbitrage : Mohamedi    |

| Division 1 Journée 20 | USM Bel-Abbès | 3-1 | MC Alger | Stade des trois Frères Amarouche |
|                       |               |     |          | Arbitrage : Bakir                |

| Division 1 Journée 21 | MC Alger | 3-0 | RC Kouba | Stade du 5 juillet 1962 |
|                       |          |     |          | Arbitrage : Bounaga     |

| Division 1 Journée 22 | WA Boufarik | 0-0 | MC Alger | Stade Mohamed Reggaz |
|                       |             |     |          | Arbitrage : Chihani  |

| Division 1 Journée 23 | MC Alger | 2-3 | JS Kabylie | Stade du 5 juillet 1962 |
|                       |          |     |            | Arbitrage : Benchedad   |

| Division 1 Journée 24 | MC Alger | 3-0 | ES Setif | Stade du 5 juillet 1962 |
|                       |          |     |          | Arbitrage : Settaoui    |

| Division 1 Journée 25 | HAMR Annaba | 1-0 | MC Alger | Stade Chabou        |
|                       |             |     |          | Arbitrage : Bounaga |

| Division 1 Journée 26 | MC Alger | 5-0 | USM Blida | Stade du 5 juillet 1962 |
|                       |          |     |           | Arbitrage : Meddour     |

| Division 1 Journée 27 | NA Hussein Dey | 1-1 | MC Alger | Stade du 5 juillet 1962 |
|                       |                |     |          | Arbitrage : Chihani     |

| Division 1 Journée 28 | MC Alger | 5-1 | ASM Oran | Stade du 5 juillet 1962 |
|                       |          |     |          | Arbitrage : Mohandi     |

| Division 1 Journée 29 | JSM Tiaret | 1-1 | MC Alger | Tiaret             |
|                       |            |     |          | Arbitrage : Lahmar |

| Division 1 Journée 30 | MO Constantine | 1-0 | MC Alger | Stade du 17 juin   |
|                       |                |     |          | Arbitrage : Mokhfi |

### Classement
Le classement final de la saison 1973-1974 du Championnat National de 1ère Division voit le MC Alger à la cinquième place.
| Place | Club           | Points | Joué | Victoire | Nul | Défaite | Buts pour | Buts contre | D i f f |
| ----- | -------------- | ------ | ---- | -------- | --- | ------- | --------- | ----------- | ------- |
| 1er   | JS Kabylie     | 71     | 30   | 17       | 7   | 6       | 43        | 32          | +11     |
| 2e    | MO Constantine | 69     | 30   | 18       | 3   | 9       | 41        | 32          | +9      |
| 3e    | NA Hussein Dey | 66     | 30   | 14       | 8   | 8       | 45        | 31          | +14     |
| 4e    | CR Belcourt    | 64     | 30   | 13       | 8   | 9       | 40        | 26          | +14     |
| 5e    | MC Alger       | 62     | 30   | 12       | 8   | 10      | 53        | 35          | +18     |
| 6e    | RC Kouba       | 62     | 30   | 11       | 10  | 9       | 35        | 29          | +6      |
| 7e    | ES Sétif       | 62     | 30   | 11       | 10  | 9       | 33        | 29          | +4      |
| 8e    | MC Oran        | 60     | 30   | 11       | 9   | 10      | 49        | 48          | +1      |
| 9e    | HAMR Annaba    | 60     | 30   | 13       | 4   | 13      | 43        | 34          | +9      |
| 10e   | USM Bel-Abbès  | 58     | 30   | 10       | 8   | 12      | 28        | 33          | -5      |
| 11e   | WA Boufarik    | 57     | 30   | 9        | 9   | 12      | 35        | 42          | -7      |
| 12e   | USM Blida      | 57     | 30   | 8        | 11  | 11      | 30        | 40          | -10     |
| 13e   | USM Sétif      | 56     | 30   | 11       | 4   | 15      | 36        | 53          | -17     |
| 14e   | JSM Tiaret     | 55     | 30   | 8        | 9   | 13      | 29        | 39          | -10     |
| 15e   | ASM Oran       | 53     | 30   | 10       | 3   | 17      | 34        | 49          | -15     |
| 16e   | WA Tlemcen     | 49     | 30   | 5        | 8   | 17      | 22        | 48          | -26     |

## Coupe d'Algérie
| Coupe d'Algérie 1/16e de finale | MC Alger | 2-3 | JSM Tiaret | Stade Bouakeul (Oran) |
|                                 |          |     |            | Arbitrage : Benghezal |

## Supercoupe d'Algérie
| Supercoupe d'Algérie Finale | MC Alger | 2-3 | JS Kabylie | Stade du 5 juillet 1962 |  |
|                             |          |     |            |                         |  |

## Coupe de l'Union Maghrébine
| Coupe Maghrebine 1/2 finale | MC Alger | 1-0 | SCC Mohammédia | Stade olympique d'El Menzah, Tunis |  |
|                             |          |     |                |                                    |  |

| Coupe Maghrebine Finale | MC Alger | 1-1 (4 penalties à 2) | FUS Rabat | Stade olympique d'El Menzah, Tunis |  |
|                         |          |                       |           |                                    |  |